# كاليب كينغ
كاليب كينغ (بالإنجليزية: Caleb King)‏ هو لاعب كرة قدم أمريكية أمريكي، ولد في 10 يناير 1988 في نوركروس في الولايات المتحدة.

## وصلات خارجية
- كاليب كينغ على موقع مرجع كرة القدم المحترفة.كوم (الإنجليزية)